# 府中市立府中第六小学校
府中市立府中第六小学校(ふちゅうしりつふちゅうだいろくしょうがっこう)は、東京都府中市天神町四丁目にある公立の小学校である。

## 学区域
以下、府中市ウェブサイトによる。
- 浅間町
  - 一丁目　※一部を除く
  - 二丁目
  - 三丁目
  - 四丁目　※一部を除く

- 天神町
  - 一丁目　※一部を除く
  - 二丁目　※一部を除く
  - 三丁目　※一部を除く
  - 四丁目

- 新町
  - 一丁目　※一部を除く
  - 二丁目　※一部を除く

- 若松町
  - 四丁目　※一部を除く

## アクセス
京王電鉄バスの下記バス停が最寄りとなる。
- 「法務局/登記所前｣下車徒歩1分（武73系統=府中駅および武蔵小金井駅発）
- 「浅間町」下車徒歩5分（武71系統=府中駅および武蔵小金井駅発）
- 「学園通郵便局」下車徒歩3分（寺92系統=府中駅および国分寺駅発）